# Sarapó-tamanduá
O sarapó-tamanduá (Orthosternarchus tamandua) é uma espécie de peixe pertencente à família Apteronotidae e a única do gênero Orthosternarchus, nativo e endêmico dos canais profundos dos rios da bacia amazônica no Brasil. Esta espécie é caracterizada por sua coloração rosa-esbranquiçada (sem pigmento escuro), focinho longo e tubular, apêndice dorsal longo e olhos minúsculos e bilateralmente assimétricos. É uma das duas espécies da subfamília Sternarchorhamphinae.

## Taxonomia e sistemática
O sarapó-tamanduá foi originalmente descrito como Sternarchus tamandua por George Albert Boulenger em 1880; tanto seu nome popular quanto científico fazem alusão ao animal de mesmo nome, em referência ao seu longo focinho. Em 1905, Carl H. Eigenmann e Frederic Ward Putman colocaram esta espécie no gênero Sternarchorhamphus, embora observando que ela poderia representar um gênero distinto. Em 1913, Max Mapes Ellis colocou esta espécie em seu próprio gênero Orthosternarchus, do grego orthos ("reto"), sternon ("peito") e archos ("ânus"), referindo-se ao focinho reto e à colocação anterior da abertura urogenital.
Ellis o viu como um parente próximo de Sternarchorhamphus, o que foi corroborado por análises morfológicas e moleculares recentes. A relação entre esses dois gêneros e o restante dos Apteronotidae é menos clara, embora sejam geralmente considerados basais dentro da família. Alguns autores os consideram táxons irmãos de Platyurosternarchus e Sternarchorhynchus, que também possuem cabeças alongadas. Entretanto, nesses táxons o alongamento é realizado pelas mandíbulas, enquanto em Orthosternarchus e Sternarchorhamphus é realizado pela cabeça enquanto as mandíbulas permanecem relativamente curtas. Isso sugere que a forma alongada da cabeça evoluiu independentemente entre os dois grupos.

## Descrição
O sarapó-tamanduá é um dos gimnotiformes mais especializados em viver em canais profundos de rios. Ele se assemelha a peixes cavernosos em vários aspectos. Seus corpos alongados e comprimidos lateralmente são quase despigmentados, parecendo rosa brilhante devido ao sangue por baixo. Os olhos são minúsculos e praticamente não-funcionais, e estão colocados assimetricamente na cabeça. A assimetria dos olhos não está correlacionada com tamanho, sexo ou ambiente, mas pode estar relacionada ao seu estado degenerado. O focinho é característico, sendo um tubo longo, uniformemente afilado e quase reto, medindo quatro vezes mais comprimento do que altura. A boca é relativamente pequena. A protuberância dorsal (um apêndice em forma de chicote usado para eletrorrecepção) é excepcionalmente longa e espessa, o que levou a ser originalmente descrita como uma " barbatana adiposa muito fortemente desenvolvida" por Boulenger. A protuberância se origina perto da margem posterior do crânio, que é muito mais anterior do que em outros apteronotídeos.
Tem uma longa nadadeira anal, uma pequena nadadeira caudal e nadadeiras peitorais afiladas; as nadadeiras dorsal e pélvica são ausentes. A nadadeira caudal mostra uma grande variação devido à regeneração após a perda da cauda; em alguns casos, a nadadeira regenerada se funde com a nadadeira anal. As lepidotríquias das nadadeiras são 9 na nadadeira caudal, 14 a 15 nas nadadeiras peitorais e 207 a 256 na nadadeira anal. Quase todo o corpo, exceto a linha média dorsal, é densamente coberto por escamas frágeis, sendo pequenas e circulares na parte frontal e maiores e mais retangulares na parte traseira. Há cerca de 12 fileiras de escamas acima da linha lateral e 40 a 42 fileiras abaixo. As primeiras 5 a 10 escamas ao longo da linha lateral são modificadas em tubos alongados sobrepostos. Seu tamanho máximo conhecido é de 44 cm de comprimento e 125 gramas.

## Distribuição e habitat
É uma espécie raramente registrada encontrada na bacia do rio Amazonas, sendo mais abundante no Rio Negro e no Rio Purus. Habita rios de águas brancas e pretas, geralmente ocorrendo em profundidades de 6 a 10 metros e ocasionalmente mais rasos ou mais profundos, mas ainda não foi registrado além de 20 metros para baixo. Está ausente em canais de várzea, margens de rios e pequenos lagos. Poucos exemplares são conhecidos da confluência do Rio Solimões e do Rio Negro, e do Lago Prato, Parque Nacional de Anavilhanas